# Science-Fiction-Jahr 1910
Übersicht

◄◄ | ◄ | 1906 | 1907 | 1908 | 1909 | Science-Fiction-Jahr 1910 | 1911 | 1912 | 1913 | 1914 | ► | ►►

Weitere Ereignisse

## Neuerscheinungen Literatur
| Deutscher Titel                           | Deutschsprachiges Erscheinungsjahr | Originaltitel                | Autor                  | Anmerkungen |
| ----------------------------------------- | ---------------------------------- | ---------------------------- | ---------------------- | ----------- |
| An Bord des Sirius                        | –                                  | –                            | Wilhelm Middeldorf     |             |
| Auf den Flügeln des Kosmoplan             | –                                  | –                            | G. Kemuri              |             |
| Der entfesselte Riese                     | –                                  | –                            | Robert Saudek          |             |
| Der ewige Adam                            |                                    | L’Éternel Adam               | Jules & Michel Verne   |             |
| Der gefesselte Faust                      | –                                  | –                            | Johannes Gaulke        |             |
| Der letzte Leutnant                       | –                                  | –                            | Otto Caring            |             |
| Der Sanitätsdienst im Zukunftskriege      | –                                  | –                            | Richard Wittmann       |             |
| Die Befreiung                             | –                                  | –                            | Martin Atlas           |             |
| Die Frauenwelt auf dem Mars               | –                                  | –                            | E. Tanne               |             |
| Die Luftpiraten und andre Fluggeschichten | –                                  | –                            | Rudolf Martin          |             |
| Die neue Erde                             | –                                  | –                            | Robert Kraft           |             |
| Die Weltensegler. Drei Jahre auf dem Mars | –                                  | –                            | Albert Daiber          |             |
| Die Zwergenschlacht                       | –                                  | –                            | Alexander Uhlmann      |             |
| Ein neues Paradies                        | 1910                               | –                            | Hans Dominik           |             |
| Eleagabal Kuperus                         | –                                  | –                            | Karl Hans Strobl       |             |
| Englands Feind                            | –                                  | –                            | Ewald Gerhard Seeliger |             |
| Fräulein Abgeordnete                      | –                                  | –                            | Valentin von Granitz   |             |
| Im Aether                                 | –                                  | –                            | Emil Sandt             |             |
| Im Reiche der Homunkuliden                | –                                  | –                            | Rudolf Hawel           |             |
| Mene tekel …                              | –                                  | –                            | Auguste Groner         |             |
| Planeten-Pleite                           | –                                  | –                            | Wilhelm Poeck          |             |
| Wilhelm Storitz’ Geheimnis                | 1910                               | Le Secret de Wilhelm Storitz | Jules Verne            |             |

## Neuerscheinungen Filme
| Deutscher Titel | Deutschsprachiges Erscheinungsjahr | Originaltitel | Regie               | Anmerkungen                                                              |
| --------------- | ---------------------------------- | ------------- | ------------------- | ------------------------------------------------------------------------ |
| Frankenstein    |                                    | Frankenstein  | James Searle Dawley | Es war die erste filmische Adaption von Mary Shelleys Roman Frankenstein |

## Geboren
- Otto F. Beer († 2002)
- John W. Campbell († 1971)
- Kendell Foster Crossen († 1981)
- Lloyd Arthur Eshbach († 2003)
- Fritz Leiber († 1992)
- Harold Mead († 1997)
- Sam Merwin jr. († 1996)
- Sarban (Pseudonym von John W. Wall) († 1989)
- Sergei Alexandrowitsch Snegow († 1994)
- Hugh Walters († 1993)

## Gestorben
- Gerhard Amyntor (Pseudonym von Dagobert von Gerhardt; * 1831)
- Camille Debans (* 1833)
- Ludwig Hevesi (Pseudonym von Ludwig Hirsch; * 1843)
- Kurd Laßwitz (* 1848)
- Paolo Mantegazza (* 1831)
- Max Wilhelm Meyer (* 1853)
- Franz Stolze (* 1836)
- Mark Twain, Pseudonym von Samuel Langhorne Clemens (* 1835)